# Evolutionaire mismatch
Een evolutionaire mismatch is een evolutionair verworven eigenschap die ooit voordelig of neutraal was voor een organisme, maar na veranderingen van de omstandigheden of de omgeving een nadelige uitwerking krijgen. De evolutionaire adaptatiesnelheid van de organismen houdt dan geen gelijke tred met de snelheid van de veranderingen in de leefomgeving. De evolutionaire psychologie gaat ervan uit dat de psychologische mechanismen die de mens ontwikkeld heeft om te overleven en zich voort te planten grotendeels gevormd zijn in de periode dat deze als jager-verzamelaar leefde. Als de omstandigheden ingrijpend veranderen, dan kunnen dezelfde psychologische mechanismen leiden tot gedrag dat de evolutionaire belangen van de mens niet dient.
Organismen bezitten eigenschappen, waaronder gedrags-, emotionele en biologische, die zijn doorgegeven van generatie op generatie, bewaard door natuurlijke selectie vanwege hun adaptieve functie in een bepaalde omgeving. Echter, de omgeving van de evolutieperiode kan heel anders zijn dan de huidige omgeving. Eigenschappen die in die omgeving adaptief waren, kunnen dus een mismatch zijn bij de huidige omgeving. Dit kan een aantal problemen opleveren voor het organisme, zoals mismatchaandoeningen.
Naast de mens hebben ook andere dieren en ook planten te maken met mismatches. Jonge zeeschildpadden hebben last van lichtvervuiling waardoor ze minder richting zee trekken, dodo's verloren bij afwezigheid van roofdieren hun angst en vliegcapaciteit en de peper-en-zoutvlinder ondervond door een toename van luchtvervuiling ten tijde van de industriële revolutie een mismatch tot de kleur door natuurlijke selectie veranderde om opnieuw te veranderen toen de luchtvervuiling afnam. Naast deze voorbeelden door veranderingen in de omgeving die door de mens zijn ingezet, zijn er ook voorbeelden van veranderingen door de natuur zelf.

## Menselijke evolutie
Mensen zijn geëvolueerd als jagers-verzamelaars in een lange periode van ruim 2,5 miljoen jaar waarin voedselbronnen nogal eens zeldzaam waren en samenwerking cruciaal was voor overleving. Om het veelal schaarse voedsel te verkrijgen, was regelmatig intensieve lichaamsbeweging noodzakelijk. Dit versterkt niet alleen de bloedsomloop, maar heeft onder meer ook invloed op hoe lipiden opgeslagen en gebruikt worden in het menselijk lichaam.
De omgeving en levensstijl van de mens is aanzienlijk veranderd in de 10.000 jaar sinds neolithische revolutie en de industriële revolutie. De eerste omwenteling heeft veel infectieziektes gebracht, de tweede verandering maakt dat eigenschappen die in de tijd van jagen en verzamelen nauwelijks nadeel opleverden of zelfs voordeel sindsdien bijdragen tot problemen als bijziendheid, dyslexie, borstkanker, diabetes en osteoporose, naast de vaak besproken toename van obesitas. Daarnaast kan mismatch ook aanleiding geven tot psychosociale problemen als postnatale depressie, psychosen en werkstress.

### Obesitas
Een voorbeeld is de smaak van voedingsmiddelen met een hoog vet- en suikergehalte voor de mens. In het Pleistoceen bevatte de voeding relatief weinig suikers en vetten en was er veel beweging nodig om deze te verkrijgen. In de moderne westerse omgeving zijn dergelijke voedingsmiddelen relatief eenvoudig te verkrijgen. Deze overvloed, gecombineerd met de menselijke adaptatie om daar voorkeur voor te hebben, kan leiden tot obesitas en diabetes.

### Auto-immuunziekten
De rol van evolutionaire mismatch bij auto-immuunziekten is onderzocht door een groep onderzoekers van de Duke University. Zij vermoeden dat mismatches, waaronder vitamine D-tekort door gebrek aan regelmatige blootstelling aan zonlicht, chronische stress en met name de eliminatie van sleutelsoorten zoals helminten uit het menselijk lichaam, worden verondersteld een rol in de ontwikkeling van auto-immuunziekten te hebben. Deze ziekten zijn zeldzaam in onderontwikkelde landen, waar de leefomstandigheden meer aansluiten bij de biologische ervaringen van de mensheid.

### Myopie
Myopie of bijziendheid is uitgegroeid tot een veel voorkomende aandoening in de moderne mens. Tot 80% van het aantal ontwikkelde mensen in de Aziatische bevolking lijdt aan bijziendheid, tegen 30% van sommige Europese nakomelingen. Sommige mensen vermoeden dat de mismatchhypothese de stijging van bijziendheid kan verklaren. In tijden van jagen en verzamelen zou een predispositie voor bijziendheid zwaar tegengeselecteerd worden, gezien het belang van een goed zicht in de verte. Echter, in de jagers-verzamelaarstijden kunnen levensstijl en omgeving ervoor hebben gezorgd dat de predispositie van de aandoening niet tot uiting kwam, waardoor de allelen die bijziendheid vatbaar maken voor natuurlijke selectie ontwijken. Uit onderzoek is gebleken dat de ontwikkeling van bijziendheid waarschijnlijk is gecorreleerd met jarenlange traditionele, moderne scholing, waar kinderen vaak vanaf een hele jonge leeftijd hun ogen inspannen. Omdat scholing vereist is in de moderne samenleving, ontwikkelt de predispositie van bijziendheid zich vaak tot de aandoening, terwijl dit niet het geval was tijdens jagers-verzamelaarstijden toen de ogen van kinderen zelden zo vaak ingespannen worden als vandaag. Hierdoor kan de stijging van myopie worden toegeschreven aan de mismatchhypothese.

### Diabetes
De toename in de prevalentie van diabetes in de moderne tijd kan ook worden toegeschreven aan mismatchtheorie. Het menselijk dieet is in de afgelopen 10.000 jaar sinds de komst van de landbouw aanzienlijk veranderd. Waar de jagers-verzamelaars worstelden om voedingsmiddelen met een hoog suiker- en vetgehalte te vinden, bevat het moderne dieet meer suiker en vet. 
De evolutionaire geschiedenis van de mens een verlangen naar voedsel met hoge suiker- en vetgehaltes bevorderd, omdat deze voedingsmiddelen veel calorieën hebben en voor een jager-verzamelaar de nodige energie leveren. Omdat dergelijke voedingsmiddelen schaars waren, is het menselijke lichaam geëvolueerd om de meeste van de ingenomen suikers in de bloedbaan te houden om zo een gemakkelijke stroming van suikers uit de bloedstroom naar de hersenen te handhaven. In jagers-verzamelaarstijden kan een defect in de insulinereceptor zelfs adaptief zijn geweest. Met een niet-functionerende insulinereceptor zou het glucosetransport van een cel niet werken en zouden suikers worden achtergelaten in de bloedbaan in plaats van een cel binnendringen. Een aanleg voor diabetes kan dus een selectief voordeel zijn geweest tijdens de jagers-verzamelaarstijden.
Echter, in de omgeving van de moderne mens zijn suikers en vetten makkelijk te verkrijgen. De evolutionaire geschiedenis die heeft geleid tot de aanleg voor niet-werkende insulinereceptoren, is nu niet adaptief en leidt tot de ontwikkeling van diabetes. De mismatchhypothese via een verandering in dieet en beschikbaarheid van vet en suiker kan mogelijk de toename van diabetes in de moderne samenleving deels verklaren.

### Hygiëne
In aanvulling op de veranderingen in de voeding, kunnen ook veranderingen in de hygiëne verantwoordelijk zijn voor de toename van diabetes. Doordat de moderne mens hygiënischer leeft en de beschikking heeft over antibiotica, is de samenstelling veranderd van de menselijke darmbiomen die verantwoordelijk zijn voor een groot deel van de vertering van ons voedsel. Onderzoek heeft aangetoond dat bij muizen die zijn behandeld met antimicrobiële stoffen die veel van de darmbiomen elimineren, een vetrijk dieet veel waarschijnlijker leidt tot zwaarlijvigheid en de ontwikkeling van diabetes dan bij onbehandelde muizen met hetzelfde dieet. De combinatie van veranderingen in dieet en hygiëne kan aldus verantwoordelijk zijn voor de toename van de prevalentie van diabetes in moderne menselijke populaties, en dit resultaat kan worden toegelicht aan de mismatchhypothese.

### Osteoporose
Een andere menselijke aandoening die kan worden verklaard door de mismatchtheorie is de stijging van osteoporose bij de moderne mens. In ontwikkelde samenlevingen zijn veel mensen, vooral vrouwen, opmerkelijk gevoelig voor osteoporose tijdens veroudering. Fossiel bewijsmateriaal wijst erop dat dit niet altijd zo geweest is. Op de beenderen van bejaarde jagers-verzamelaars is namelijk geen bewijs van osteoporose te zien is. Evolutionaire biologen vermoeden dat de toename van osteoporose bij de moderne westerse bevolking te wijten is aan onze sedentaire levensstijl. Vrouwen in samenlevingen van jagers-verzamelaars waren fysiek actief, zowel vanaf een jonge leeftijd als in hun late volwassen leven. Deze constante fysieke activiteit heeft er waarschijnlijk voor gezorgd dat de piekbotmassa van jagers-verzamelaars aanzienlijk hoger was dan in de hedendaagse mens. Het patroon van de afbraak van botmassa tijdens veroudering is ogenschijnlijk hetzelfde voor jagers-verzamelaars en de moderne mens. Een hogere piekbotmassa, die geassocieerd wordt met meer fysieke activiteit, kan er dus voor gezorgd hebben dat jagers-verzamelaars in staat waren om een neiging tot ontwikkeling van osteoporose tijdens veroudering te voorkomen.

### Pilgebruik
Door pilgebruik kan ook mismatch ontstaan. Onderzoek laat zien dat vrouwen aan de pil een andere partnervoorkeur hebben dan wanneer ze niet aan de pil zijn. Vrouwen niet aan de pil prefereren een meer mannelijke partner. Als vrouwen die aan de pil waren toen ze hun partner leerden kennen met de pil stoppen (om bijvoorbeeld kinderen te krijgen) zijn ze minder tevreden over hun seksuele relatie. Het slikken van de pil leidt ertoe dat de geëvolueerde seksuele voorkeuren veranderen.

### Postnatale depressie
Door een combinatie van voeding, te weinig zonlicht en het ontbreken van een hecht sociaal netwerk wordt de kans op een postnatale depressie waarschijnlijk verhoogd onder vrouwen in moderne, westerse samenlevingen. Een eigenschap die in de voorouderlijke omgeving als plezierig werd ervaren (moederschap) wordt door de afwezigheid van de juiste fysieke en sociale prikkels als last ervaren.

### Burnout
In vroegere samenlevingen was er geen strikte scheiding tussen werk en privé en planning voor de toekomst speelde een kleine rol. Als stress ervaren werd, dan was dat vaak tijdelijk en in reactie op een onmiddellijke bedreiging. Men zocht in dat geval steun bij naasten zoals familie. In bepaalde moderne werksituaties hebben mensen last van stress en die stress is regelmatig langdurig en uitputtend. In bepaalde beroepen moeten mensen empathisch gedrag vertonen naar vreemden en dat is uitputtend. Door de mismatch van het moderne werk kan vervreemding ontstaan en stress die uitputtend is en leidt tot burn-out verschijnselen.

## Lijst
| Aambeien                        |
| Acne                            |
| ADHD                            |
| Ziekte van Alzheimer            |
| Angststoornissen                |
| Apneu                           |
| Astma                           |
| Bijziendheid                    |
| Carpaletunnelsyndroom           |
| Chronische constipatie          |
| Chronischevermoeidheidssyndroom |
| Cirrose                         |
| COPD                            |
| Depressie                       |
| Diabetes type 2                 |
| Eetstoornissen                  |
| Endometriose                    |
| Fibromyalgie                    |
| Gaatjes                         |
| Geïmpacteerde verstandskiezen   |
| Glaucoom                        |
| Hallux valgus                   |
| Hamertenen                      |
| Hoge bloeddruk                  |
| Ischemische hartklachten        |
| Jicht                           |
| Jodiumtekort                    |
| Enkele vormen van kanker        |
| Lactose-intolerantie            |
| Leververvetting                 |
| Luieruitslag                    |
| Maagzweren                      |
| Malocclusie                     |
| Metabool syndroom               |
| Multiple sclerose               |
| Obsessieve-compulsieve stoornis |
| Osteoporose                     |
| Plantaire fasciitis             |
| Platvoeten                      |
| Polycysteus-ovariumsyndroom     |
| Pre-eclampsie                   |
| Prikkelbaredarmsyndroom         |
| Rachitis                        |
| Brandend maagzuur               |
| Scheurbuik                      |
| Slapeloosheid                   |
| Spit                            |
| Ziekte van Crohn                |
| Zwemmerseczeem                  |